# Miro Ungar
Miro Ungar (Zagreb, 2. svibnja 1937.), hrvatski je pjevač zabavne glazbe. Bavi se i pisanjem tekstova za šlagere.

## Životopis
Nakon završene gimnazije, studirao je na zagrebačkoj Kazališnoj akademiji te potom na Filozofskom fakultetu, gdje je diplomirao talijanski jezik. Pjevanjem se počinje baviti 1955. godine, a sljedeće godine zajedno s Ivicom Krajačem osniva vokalni sastav 4M. Postaju vrlo popularni u Zagrebu nastupajući u Varietéu (današnjem "Kerempuhu"). Slijede i i prva gostovanja u inozemstvu (u Bugarskoj 1957. i Beču 1958.), a kvartet uspješno obrađuje tada poznate svjetske hitove poput "Buona sera signorina" Louisa Prime i  "Day-O" Harryja Belafontea. 
Tijekom godina Miro Ungar postaje okosnica sastava 4M čemu su potpomogli i mnogi televizijski nastupi i snimanje ploča. Popularnosti su doprinijele i koncertne turneje po Austriji, Njemačkoj, Italiji, Belgiji, Švedskoj, Finskoj, Sovjetskom Savezu i Izraelu, te nastupi na Zagrebačkom festivalu i na festivalu San Vincent.
U jesen 1965. Miro zajedno s tadašnjom suprugom, pjevačicom Terezom Kesovijom, seli u Pariz gdje pod pseudonimom Tim Twinkleberry za parišku diskografsku kuću Barcley snima i prvu solističku ploču: istodobno za diskografsku kuću Jugoton snima francusku pjesmu "Comme d’habitude" ("Ko svakog dana") Claudea Françoisa, koja godinu dana poslije u engleskom prepjevu Paula Anke i izvedbi Franka Sinatre postaje svjetski hit "My way". S Terezom Kesovijom rastao se 1973. godine.
Na Opatijskom festivalu 1968. osvaja drugo mjesto publike sa skladbom  "Noćas si lijepa, ljubavi": na istom festivalu osvaja nagradu i sljedeće godine, a 1970. biva nagrađen i na festivalu u Skoplju. Od 1970. počinje osvajati nagrade na festivalima zabavne glazbe u Bernu (Muzički kup Europe), Viña del Mar u Čileu (gdje 1971. u konkurenciju pjesama iz 27 zemalja osvaja prvu nagradu), Zlatni Orfej u Bugarskoj, Bratislavska lyra u Čehoslovačkoj, Spring in Tel-Aviv u Izraelu i 1976. godine u Moskvi. Slijede turneje po Bugarskoj, Sovjetskom Savezu, DDR-u te po cijeloj bivšoj Jugoslaviji.
Godine 1975. nastupao je u prvoj hrvatskoj rock-operi "Gubec beg" u ulozi Đure Mogaića te u duetu s Josipom Lisac izvodio popularnu "Ljubavnu pjesmu" iz te opere. Godinu dana poslije odustaje od spomenute uloge zbog prezauzetosti s velikim turnejama u Sovjetskom Savezu i DDR-u, gdje snima i ploče i stječe veliku popularnost. U to je doba samo u Sovjetskom savezu imao čak 19 dvomjesečnih turneja.
Tijekom dugogodišnje uspješne umjetničke karijere, Miro Ungar surađivao je s mnogim poznatim hrvatskim skladateljima i glazbenicima, primjerice Ivom Robićem, Josipom Lisac, Nikicom Kalogjerom, Terezom Kesovijom i dr. Svečanim koncertom u Koncertnoj dvorani Vatroslava Lisinskog 1986. obilježio je 30. obljetnicu uspješnoga umjetničkoga djelovanja. U Satiričkom kazalištu "Kerempuh", u kojem je i započeo svoju pjevačku karijeru, 1996. održava jubilarni koncert obilježavajući 40 godina svoje glazbene karijere. Hrvatska radiotelevizija trajno je zabilježila taj koncert, ali i sljedeći jubilarni u povodu 50. obljetnice, koji je održan u prosincu 2006. u zagrebačkoj Tvornici kulture uz pratnju Big banda HRT-a pod ravnanjem maestra Silvija Glojnarića.
Ungar i danas povremeno nastupa na malim ekranima: 2011. nastupio je i u zabavnoglazbenoj emisiji Ples sa zvijezdama Hrvatske radiotelevizije.
2012. godine počinje nastupati s tri različita programa: "The Golden Sixties Revival", koncerti s Gipsy Swing Quintetom Damira Kukuruzovića, te koncerti pod nazivom "The Great American Songbook", na kojima pjeva najveće glazbene uspješnice 20. stoljeća u jazz-maniri.

## Festivali
- 1968. Split - Nema života bez ljubavi
- 1969. Opatija - Dolina mog djetinjstva
- 1969. Split - More, o duboko more
- 1969. Zagreb - U jednom stisku ruke
- 1970. Opatija - Svatko mora imat nekog
- 1970. Beogradsko proleće - Pismo sinu
- 1970. Split - Moj rodni kraj
- 1971. Split - Čuvaj našu barku
- 1972. Split - Đovanina
- 1973. 11. Festival vojničkih pjesama - Uvijek smo tvoji
- 1973. Zagreb - Jabuke su bile zrele
- 1976. Split - Ambicjuni, ambicjuni (Veče dalmatinskih šansona)
- 1977. Karneval Fest - Smijte se, pajaci
- 1978. Split - Svi putovi vode u Split
- 1978. Split - Na dnu skala pjaca mala (Veče dalmatinskih šansona)
- 1978. Slavonija - Ljubavi naše, pune su čaše
- 1979. Karneval fest - Nek' traje kol'ko traje
- 1979. Split - Grad ka iz priče (Veče dalmatinskih šansona)
- 1979. Zagreb - Poleti bijela ptico
- 1979. Krapina - Štef na sajmu
- 1980. Split - Mom ćaći
- 1981. Split - Titovi smo mi mornari (Veče "Ustanak i more")
- 1986. Krapina - Prigorska balada
- 1993. Split - Život je ka more
- 1993. Zagreb - Ne znaš i nikad' nećeš znati

## Diskografija (izbor)
Miro Ungar snimio je 20-ak singlova i 5 LP ploča. Sa sinom Alanom snimio je veliki hit "Al’ tata ti me voliš".

Snimio je 5 singl ploča u Francuskoj, 2 u Zapadnoj Njemačkoj, 2 u Italiji, 2 u Bugarskoj i 2 u Sovjetskom Savezu.
- 1968. – Ako izgubim glavu (La Tramontana), Jugoton EPY-3968
- 1970. – Al’ tata ti me voliš / Moj rodni kraj, Jugoton SY 1656

## Vanjske poveznice
- Večernji.hr – »Miro Ungar: Pomlađuje me moja supruga«
- Gloria.hr – Tanja Vučičević: »Miro Ungar: Sjećanja i danas gode mojoj taštini« (intervju)
- Discogs.com – Miro Ungar (diskografija)